# سباستیان کنراد
سباستیان کنراد (لهستانی: Sebastian Konrad؛ زادهٔ ۱۱ دسامبر ۱۹۷۱) بازیگر و کارگردان تلویزیونی اهل لهستان است.
از فیلم‌ها یا برنامه‌های تلویزیونی که وی در آن‌ها به‌عنوان هنرپیشه بازی کرده‌است، می‌توان به سال‌های شیرین، درخت سحرآمیز، پرستار کودک، پدر متیو، در خوشی و سختی، من یک قاتلم، فهرست شیندلر و داستان‌های عاشقانه اشاره کرد.
وی همچنین کارگردانی تلویزیونی قسمت‌هایی از سریال‌های گوش آقای رئیس، دهن‌به‌دهن، پدر متیو، در خیابان سپولنی و ع چون عشق را به‌عهده داشته‌است.